# Euler-Kommission
Die Euler-Kommission (offizielle Bezeichnung: Euler-Kommission der Schweizerischen Akademie der Naturwissenschaften (SCNAT)) war ein Gremium, das sich zum Ziel gesetzt hat, den schriftlichen Nachlass des Mathematikers Leonhard Euler als wissenschaftliches Gesamtwerk zu publizieren und teilweise zu editieren.

## Geschichte
Die Kommission ging auf eine Idee des Mathematikers Ferdinand Rudio zurück und wurde im Juli 1907 gegründet. Damit ist die Kommission drei Jahre älter, als die 1910 gegründete Schweizerische Mathematische Gesellschaft, die sich im Zuge des Euler-Projektes formiert hatte. Der erste Band erschien 1911; bis 2007 wurden insgesamt 72 Bände herausgegeben. Um das Vorhaben der Kommission finanziell zu tragen, wurde 1913 ein Förderverein gegründet: die Leonhard Euler Gesellschaft. Von 2003 bis zu deren Auflösung 2022 war der Mathematiker und Hochschulprofessor Hanspeter Kraft Präsident der Euler-Kommission.
Mit der Herausgabe des letzten gedruckte Bandes am 28. Oktober 2022 innerhalb eines feierlichen Festaktes wurde die Arbeit der Euler-Kommission offiziell für beendet erklärt. In einer neuen Phase sollen alle Werke, Briefe und Notizbücher von Euler sowie den Bernoulli-Brüdern in einer digitalen Plattform frei zugänglich präsentiert werden. Diese neue Aufgabe soll die bereits seit 2014 bestehende Organisation Bernoulli-Euler-Gesellschaft erfüllen.

## Hauptaufgabe
Zur besseren Übersicht des Gesamtwerks von Euler hat die Kommission die Schriften in vier Teile aufgeteilt. Die series prima enthält alle mathematischen Arbeiten Eulers, series secunda Eulers Beiträge zur Mechanik und Astronomie, series tertia physikalische und sonstige Arbeiten, die series quarta A schliesslich den wissenschaftlichen Briefwechsel. Im Jubiläumsjahr 2007 – dem 300. Geburtstag Eulers – waren die 30 Bände der ersten und die zwölf Bände der dritten Serie alle erschienen. Aus der zweiten Serie waren 30 von 32 Bänden erschienen, aus der vierten vier von zehn Bänden. Dieser langwierige Publikationsprozess liegt zum Teil an den begrenzten finanziellen Möglichkeiten der Kommission und den verhältnismässig kostspieligen Publikationskosten, zum anderen Teil an der Tatsache, dass Euler seine Werke in Deutsch, Französisch, Latein und Russisch verfasst hat.

## Weitere Tätigkeiten
Neben der Publikation von Eulers Gesamtwerk unterstützte und organisierte die Kommission die Festivitäten und wissenschaftlichen Aktivitäten rund um das Jubiläumsjahr 2007, in welchem der 300. Geburtstag Eulers vornehmlich in Basel begangen wurde. Am 20. April 2007 wurde in der Martinskirche in Basel mit internationalen Delegationen das Jahr festlich eröffnet. Im Sommersemester 2007 erfolgte an der Universität Basel eine interdisziplinäre Ringvorlesung über Eulers Leben und Werk vor seinem Zeithintergrund. Neben Ausstellungen, Konzerten und Wettbewerben fand eine internationale Fachtagung in den drei Wirkungsstädten Eulers Basel, St. Petersburg und Berlin mit den Schwerpunkten Analysis, Zahlentheorie und Angewandte Mathematik statt.